# Juventud Socialista Obrera Alemana
La Juventud Socialista Obrera Alemana (SDAJ, del alemán Sozialistische Deutsche Arbeiterjugend) es una organización juvenil de Alemania, fundada en 1968 y vinculada al Partido Comunista Alemán (DKP).